# Luis Alberto Lacalle
Luis Alberto Lacalle Herrera (Montevideo, 13 luglio 1941) è un avvocato, giornalista e politico uruguaiano.

## Biografia
È stato Presidente dell'Uruguay dal 1990 al 1995.
Suo figlio Luis Alberto Lacalle Pou è stato eletto Presidente dell'Uruguay nel 2020.